# Пейдж, Джоанна
Джоа́нна Луи́з Пейдж (англ. Joanna Louise Page; 23 марта 1978, Требот, Суонси, Уэльс, Великобритания) — уэльская актриса и певица.

## Биография
Джоанна Луиз Пейдж родилась 23 марта 1978 года в Треботе (Суонси, Уэльс, Великобритания) в семье финансистов Найджела Лесли Пейджа и Сьюзан Анджелы Пейдж (в девичестве Фостер). К 1998 году Джоанна окончила «Mynyddbach Comprehensive School» и «Royal Academy of Dramatic Art».
Джоанна дебютировала в кино в 1999 году, сыграв служанку в фильме «Мисс Джули». В 2001 году она сыграла Энн Крук в фильме «Из ада». Всего Пейдж сыграла в 29 фильмах и телесериалах.
Также Джоанна является певицей.

## Личная жизнь
С 6 декабря 2003 года Джоанна замужем за актёром Джеймсом Торнтоном, с которым встречалась три года до свадьбы. У супругов четверо детей: две дочери — Эва Мейдлиф Расселл Торнтон (род. 15.02.2013) и Бо Уиллоу Расселл Торнтон (род. 12.12.2021) и два сына — Кит Джеймс Торнтон (род. 01.04.2015) и Ноа Уайлдер Расселл Торнтон (род. 13.12.2016).

## Фильмография
| Год  |    | Русское название   | Оригинальное название | Роль         |
| ---- | -- | ------------------ | --------------------- | ------------ |
| 1999 | ф  | Мисс Джули         | Miss Julie            | служанка     |
| 1999 | тф | Дэвид Копперфилд   | David Copperfield     | Дора Спенлоу |
| 2001 | ф  | Из ада             | From Hell             | Энн Крук     |
| 2001 | ф  | Затерянный мир     | The Lost World        | Глэдис       |
| 2003 | ф  | Реальная любовь    | Love Actually         | Джуди        |
| 2006 | тф | Дочь Гидеона       | Gideon's Daughter     | Диана        |
| 2008 | с  | Семейство Сатурдей | The Secret Saturdays  | Стейси       |
| 2013 | с  | Доктор Кто         | Doctor Who            | Елизавета I  |